# ضاري (اسم)
ضاري هو اسم من أصل عربي مذكر ومعناه القناص والصياد.
 ضاري من الضواري المفترسه وهي الأسود والنمور والذئاب والفهود .
و( الخيل )الهائج والعنيد ضاري والضار عند أهل الخليج العربي .
-ضاري بالإنجليزي (Dhari )
داريوس Dharius ألاسم باليونانية / الفارسية/ واللاتينية .واشهرها الملك داريوس
ملاحظة ان داريوس في العبري ينطق (فداريفش)

## الأصل اللغوي
1. ضاري: (اسم)
  - ضاري : فاعل من ضَريَ
2. ضاري: (اسم)
  - الجمع : ضَوارٍ
  - الضَّارِي من الجوارح و : المدرَّب على الصَّيدِ
  - الضَّارِي من السباع: المولع بأكل اللحم
  - الضَّارِي من الماشيةِ: المعتادُ رَعْىَ زروع الناس
3. الضاري : (مصطلحات)
  - من الجوارح والطيور: المدربة على الصيد = . يضرى. (الصقر والنسر)
  - هو من الأسماء القديمة من الفعل ضري وجمعه ضوار[5]، وصاحبة يتمتع بالعديد من الصفات التى جاء من أهمها القوة والجرأة للشخصية
  - من الأسماء الغير متداوله بشكل كبير وقد تبدو غريبة [5] علي اذن المستمع لها، ولكن اسم ضاري عربي الأصل ويطلق بشكل دائم على الذكور فقط، يحتوي علي مجموعة من المعاني المختلفة ولكنه يعني بمعنى القناص او الصياد

## شخصيات تحمل الاسم
- ضاري بن طوالة
- ضاري فهد الأحمد الصباح
- ضاري جاسم الظبيان العنزي
- ضاري الفياض
- ضاري العنزي
- ضاري بن محمود
- ضاري عبد الرضا
- الملك ضاريوس/ داريوس / Darius[6]